# A Wolf in Sheep's Clothing
A Wolf in Sheep's Clothing è l'album di debutto del gruppo hip hop statunitense Black Sheep, pubblicato il 22 ottobre 1991. L'album è distribuito da Mercury e commercializzato per i mercati di Stati Uniti, Europa, Gran Bretagna, Canada e Giappone.
Nel 1998, la rivista The Source lo inserisce nella sua lista dei 100 migliori album hip hop.

## Ricezione
La critica è pressoché unanime nell'accogliere l'album come uno dei capolavori del genere dei primi anni novanta – eccezion fatta per Robert Christgau, che recensisce il prodotto negativamente. John Bush per AllMusic gli assegna il punteggio massimo di cinque stelle: «giocosamente satirico, spiritoso e incredibilmente fantasioso, A Wolf in Sheep's Clothing introduce uno dei talenti più freschi nei primi anni novanta del rap [...] nonostante Dres e Mista Lawnge non fossero paragonabili ad A Tribe Called Quest o De La Soul, i loro argomenti erano ben scelti, presentati in un contesto divertente e ogni canzone era supportata da una produzione forte e grande rapping.»
| Recensione           | Giudizio |
| -------------------- | -------- |
| AllMusic             | [ 3 ]    |
| Entertainment Weekly | A        |
| RapReviews           | [ 5 ]    |
| Sputnikmusic         | [ 6 ]    |
| Robert Christgau     | Taglio   |

## Tracce
Testi e musiche sono dei Black Sheep eccetto dove indicato.
1. Intro – 0:49
2. U Mean I'm Not – 1:25
3. Butt...In the Meantime (featuring Red Alert & The Violators) – 4:13
4. Have U.N.E. Pull (featuring Chiali) – 3:48
5. Strobelite Honey (Angelique Bellamy) – 3:05
6. Are You Mad? (featuring Baby Chris, David L, Drexell & Sir) – 0:43
7. The Choice is Yours – 3:23
8. To Whom It May Concern – 4:04
9. Similak Child – 4:27
10. Try Counting Sheep – 4:24 (testo: Andres Titus, William McLean, Eddie Holland, Cornelius Grant, Norman Whitfield)
11. Flavor of the Month – 4:17
12. La Menage (featuring Q-Tip) – 3:23 (testo: Kamaal Ibn John Fareed, Titus, McLean)
13. L.A.S.M. – 2:12 (testo: Titus, McLean, Gwen Watts, Jennifer Perry)
14. Gimme the Finga – 4:25
15. Hoes We Knows – 4:20
16. Go to Hail – 1:02
17. Black with N.V. (No Vision) – 3:56
18. Pass the 40 (featuring Chiali, C. Lighty, Dave Gossett & J. Jones) – 4:46 (testo: Titus, McLean, Chi-Ali Griffith, Darren Steven Lighty, Dave Gossett, James Jones Jr.)
19. Blunted 10 – 1:56
20. For Doz That Slept – 2:39 (testo: Titus, McLean, Billie Jackson, Randolph Klein)
21. The Choice Is Yours (Revisited) – 4:03
22. Yes – 3:20

Durata totale: 70:40

## Classifiche

### Classifiche settimanali
| Classifica (1992)         | Posizione massima |
| ------------------------- | ----------------- |
| Stati Uniti               | 30                |
| US Top R&B/Hip-Hop Albums | 15                |